# Callimetopus capito
Callimetopus capito es una especie de escarabajo longicornio del género Callimetopus,  subfamilia Lamiinae. Fue descrita científicamente por Pascoe en 1865.
Se distribuye por Filipinas. Mide 14-22 milímetros de longitud.